# Discografia de Oasis
Esta lista mostra a discografia do Oasis, uma banda de rock britânica formada em 1991. Sua discografia consiste em sete álbuns de estúdio, um álbum ao vivo, três coletâneas musicais, um extended play (EP), sete álbuns de tributo à banda, cinco videografias, trinta e seis videoclipes, quarenta e nove singles (incluindo vinte e um singles promocionais) e oito turnês mundiais. Estima-se que a banda tenha vendido cerca de 70 milhões de álbuns, e foi citado pelo Guinness World Records como o mais bem sucedido grupo musical do Reino Unido entre os anos de 1995 e 2005.

## Álbuns

### Álbuns de estúdio
| Álbum | Melhor posição | Melhor posição | Melhor posição | Melhor posição | Melhor posição | Melhor posição | Melhor posição | Melhor posição | Melhor posição | Melhor posição | Melhor posição | Melhor posição | Melhor posição | Melhor posição | Melhor posição | Melhor posição | Melhor posição | Melhor posição | Melhor posição | Melhor posição | Melhor posição | Melhor posição | Melhor posição | Vendas e certificações (formato físico) |
| Álbum | ALE            | AUS            | AUT            | BEL (FL)       | BEL (VA)       | CAN            | CRO            | DIN            | ESP            | EUA            | FIN            | FRA            | HOL            | HUN            | IRL            | ITA            | JAP            | NOR            | NZL            | POR            | RU             | SUE            | SUI            | Vendas e certificações (formato físico) |
| --- | -------------- | -------------- | -------------- | -------------- | -------------- | -------------- | -------------- | -------------- | -------------- | -------------- | -------------- | -------------- | -------------- | -------------- | -------------- | -------------- | -------------- | -------------- | -------------- | -------------- | -------------- | -------------- | -------------- | --- |
| Definitely Maybe - Lançamento: 29 de agosto de 1994 - Gravadora: Creation - Gênero: Britpop · rock - Formato: CD · cassete · LP                                                     | 26             | 23             | 27             | —              | 44             | —              | —              | —              | 40             | 58             | 18             | 20             | 55             | —              | 3              | 18             | 34             | 34             | 5              | —              | 1              | 4              | 25             | - AUS: Platina - CAN: Platina - EUA: Platina - FRA: 2x Ouro - JAP: Platina - NZL: Platina - SUE: Ouro - SUI: Ouro - RU: 8x Platina Mundo: 8 000 000 |
| (What's the Story) Morning Glory? - Lançamento: 2 de outubro de 1995 - Gravadora: Creation - Gênero: Britpop · rock - Formato: CD · cassete · LP                                    | 3              | 1              | 3              | 7              | 3              | 1              | 18             | 3              | 1              | 4              | 8              | 8              | 4              | 32             | 1              | 5              | 8              | 5              | 1              | 6              | 1              | 1              | 1              | - ARG: Ouro - ALE: Ouro - AUS: 8x Platina - AUT: Ouro - BEL: Ouro - CAN: 8x Platina - DIN: Ouro - ESP: 2x Platina - EUA: 4x Platina - EUR: 6x Platina - FIN: Ouro - FRA: Platina - HOL: Ouro - IRL: 6x Platina - ITA: Platina - JAP: Platina - NOR: Platina - NZL: Platina - RU: 17x Platina - SUE: Platina - SUI: Ouro Mundo: 22 000 000 |
| Be Here Now - Lançamento: 21 de agosto de 1997 - Gravadora: Creation - Gênero: Britpop - Formato: CD · cassete · LP                                                                 | 2              | 1              | 3              | 1              | 2              | 1              | —              | 1              | 3              | 2              | 1              | 1              | 1              | 13             | 1              | 1              | 3              | 1              | 1              | 3              | 1              | 1              | 2              | - ARG: Ouro - ALE: Ouro - AUS: Platina - BEL: Ouro - CAN: 2x Platina - ESP: Platina - EUR: 3x Platina - EUA: Platina - FIN: Ouro - FRA: 2x Ouro - JAP: 2x Platina - NOR: Ouro - NZL: Platina - POL: Ouro - RU: 6x Platina - SUE: Platina - SUI: Ouro Mundo: 8 000 000                                                                     |
| Standing on the Shoulder of Giants - Lançamento: 28 de fevereiro de 2000 - Gravadora: Big Brother · Epic - Gênero: Rock alternativo · rock psicodélico - Formato: CD · cassete · LP | —              | —              | —              | —              | —              | —              | —              | —              | —              | —              | —              | —              | —              | 1              | 6              | 8              | 6              | 5              | 1              | 16             | 8              | 3              | 24             | - RU: 2x Platina Mundo: 3 000 000 |
| Heathen Chemistry - Lançamento: 1 de julho de 2002 - Gravadora: Big Brother - Formato: CD · cassete · LP                                                                            | —              | —              | —              | —              | —              | —              | —              | —              | —              | —              | —              | —              | —              | 1              | 4              | 5              | 8              | 4              | 1              | 32             | 16             | 2              | 23             | - AUS: Ouro - CAN: Ouro - RU: 3x Platina |
| Don't Believe the Truth - Lançamento: 30 de maio de 2005 - Gravadora: Big Brother (RKID #30) - Formato: CD · Mídia digital                                                          | —              | —              | —              | —              | —              | —              | —              | —              | —              | —              | —              | —              | —              | 1              | 5              | 3              | 5              | 2              | 1              | 11             | 12             | 3              | 12             | - UK: 3× Platina - CAN: Ouro |
| Dig Out Your Soul - Lançamento: 6 de outubro de 2008 - Gravadora: Big Brother (RKID #51) - Formato: CD, Mídia digital                                                               | —              | —              | —              | —              | —              | —              | —              | —              | —              | —              | —              | —              | —              | 1              | 5              | 5              | 4              | 8              | 2              | 11             | 6              | 8              | 5              | - UK: 2× Platina - IRL: 2× Platina |
| "—" significa que o álbum não entrou nas tabelas musicais. |                |                |                |                |                |                |                |                |                |                |                |                |                |                |                |                |                |                |                |                |                |                |                | |

### Álbuns ao vivo
| Ano                    | Detalhes | Posições | Posições | Posições | Posições | Posições | Certificações |
| Ano                    | Detalhes | UK       | FRA      | ALE      | IRL      | EUA      | Certificações |
| ---------------------- | --- | -------- | -------- | -------- | -------- | -------- | ------------- |
| 2000                   | Familiar to Millions - Lançamento: 13 de novembro de 2000 - Gravadora: Big Brother (RKID #5) - Formatos: CD, Cassete                | 5        | 51       | 57       | 10       | 182      | UK: Platina   |
| 2021 (gravado em 1996) | Knebworth 1996 - Lançamento: 19 de novembro de 2021 - Gravação: 10–11 de agosto de 1996 - Gravadora: Big Brother - Formatos: CD, LP | 4        | 63       | 15       | 7        |          | UK: Ouro      |

### Coletâneas
| Ano                                                  | Detalhes | Posições | Posições | Posições | Posições | Posições | Posições | Posições | Posições | Posições | Posições | Posições | Certificações                                                          |
| Ano                                                  | Detalhes | RU       | AUS      | CAN      | FRA      | ALE      | IRL      | JAP      | HOL      | NZ       | SUE      | EUA      | Certificações                                                          |
| ---------------------------------------------------- | --- | -------- | -------- | -------- | -------- | -------- | -------- | -------- | -------- | -------- | -------- | -------- | ---------------------------------------------------------------------- |
| 1998                                                 | The Masterplan (Coletânea de "B-Sides") - Lançamento: 2 de novembro de 1998 - Gravadora: Creation (CRE #241) - Formatos: CD, Cassete, LP | 2        | 36       | 11       | 20       | 33       | 68       | 5        | 55       | —        | 20       | 51       | - RU: 3× Platina - CAN: Ouro                                           |
| 2006                                                 | Stop the Clocks ("Best of") - Lançamento: 20 de novembro de 2006 - Gravadora: Big Brother (RKID #36) - Formatos: CD, mídia digital       | 2        | 34       | —        | 127      | 54       | 2        | 1        | 73       | 18       | 29       | 89       | - RU: 5× Platina - IRL: 4× Platina - AUS: Ouro - CAN: Ouro - JAP: Ouro |
| 2010                                                 | Time Flies... 1994-2009 (Coletânea de "singles") - Lançamento: 14 de junho de 2010 - Gravadora: Big Brother - Formatos: CD, DVD, LP      | 1        | 63       | —        | —        | 21       | 3        | 2        | 44       | 13       | 44       | 131      | - RU: 5× Platina - JAP: Ouro                                           |
| "—" significa que o lançamento não chegou às tabelas | |          |          |          |          |          |          |          |          |          |          |          |                                                                        |

### EP
| 2006                                                 | Stop the Clocks EP - Lançamento: 13 de novembro de 2006 - Gravadora: Big Brother (RKID #37) - Formatos: CD, Mídia digital | 5 | 17 |
| "—" significa que o lançamento não chegou às tabelas | |   |    |

### Box sets
| Ano  | Detalhes | Posições |
| Ano  | Detalhes | UK       |
| ---- | --- | -------- |
| 1996 | Definitely Maybe (Singles) - Lançamento: 16 de novembro de 1996 - Gravadora: Creation (CRE #-) - Formatos: CD, 2xEP | 23       |
| 1996 | Morning Glory (Singles) - Lançamento: 16 de novembro de 1996 - Gravadora: Creation (CRE #-) - Formatos: CD, 2xEP    | 24       |

## Singles
| 1994                                                 | "Supersonic"                     | 31  | —  | —  | 33 | 24 | —  | —  | —  | 28 | —  | —  | —  | —   | - UK: Prata               | Definitely Maybe                   |
| 1994                                                 | "Shakermaker"                    | 11  | —  | —  | —  | —  | —  | —  | —  | —  | 27 | —  | —  | —   |                           | Definitely Maybe                   |
| 1994                                                 | "Live Forever"                   | 10  | —  | —  | —  | 17 | —  | —  | —  | 43 | 13 | —  | —  | —   | - UK: Prata               | Definitely Maybe                   |
| 1994                                                 | "Cigarettes & Alcohol"           | 7   | —  | —  | —  | 15 | —  | —  | —  | —  | —  | —  | —  | —   | - UK: Prata               | Definitely Maybe                   |
| 1994                                                 | "Whatever"                       | 3   | 40 | —  | 15 | 5  | —  | 48 | —  | —  | 21 | 10 | 24 | —   | - UK: Ouro                | Nenhum                             |
| 1995                                                 | "Some Might Say"                 | 1   | —  | —  | —  | 3  | —  | —  | —  | —  | —  | 7  | —  | —   | - UK: Ouro                | (What's the Story) Morning Glory?  |
| 1995                                                 | "Roll with It"                   | 2   | 48 | —  | —  | 2  | —  | —  | 18 | 17 | 21 | 3  | —  | —   | - UK: Ouro                | (What's the Story) Morning Glory?  |
| 1995                                                 | "Morning Glory"                  | 147 | 25 | —  | —  | —  | —  | —  | —  | 29 | —  | —  | —  | —   |                           | (What's the Story) Morning Glory?  |
| 1995                                                 | "Wonderwall"                     | 2   | 1  | 5  | 10 | 2  | —  | 8  | 5  | 1  | 1  | 12 | 17 | 8   | - UK: Platina - EUA: Ouro | (What's the Story) Morning Glory?  |
| 1996                                                 | "Don't Look Back in Anger"       | 1   | 19 | 24 | 24 | 1  | —  | 30 | 19 | 20 | 2  | 2  | 27 | 55  | - UK: Platina             | (What's the Story) Morning Glory?  |
| 1996                                                 | "Champagne Supernova"            | —   | 26 | 11 | —  | —  | —  | —  | —  | 16 | 28 | —  | —  | 20  | - EUA: Ouro               | (What's the Story) Morning Glory?  |
| 1997                                                 | "D'You Know What I Mean?"        | 1   | 16 | 10 | 37 | 1  | —  | 31 | 3  | 4  | 1  | 2  | —  | —   | - UK: Platina             | Be Here Now                        |
| 1997                                                 | "Stand by Me"                    | 2   | 48 | —  | —  | 2  | —  | 50 | 6  | 31 | 3  | 10 | 34 | —   | - UK: Ouro                | Be Here Now                        |
| 1998                                                 | "All Around the World"           | 1   | —  | —  | —  | 1  | —  | 47 | 9  | 24 | 19 | 7  | —  | —   | - UK: Ouro                | Be Here Now                        |
| 2000                                                 | "Go Let It Out"                  | 1   | 23 | 1  | 66 | 1  | 1  | 36 | 3  | 31 | 1  | 14 | 23 | —   | - UK: Prata               | Standing on the Shoulder of Giants |
| 2000                                                 | "Who Feels Love?"                | 4   | —  | 8  | —  | 15 | 16 | 57 | —  | —  | 29 | —  | 66 | —   |                           | Standing on the Shoulder of Giants |
| 2000                                                 | "Sunday Morning Call"            | 4   | —  | 7  | —  | 20 | 5  | —  | —  | —  | —  | —  | —  | —   |                           | Standing on the Shoulder of Giants |
| 2002                                                 | "The Hindu Times"                | 1   | 22 | 1  | 84 | 2  | 1  | 47 | 3  | 47 | 10 | 13 | 15 | —   | - UK: Prata               | Heathen Chemistry                  |
| 2002                                                 | "Stop Crying Your Heart Out"     | 2   | 48 | 6  | —  | 6  | 1  | 73 | 13 | —  | 11 | 23 | 48 | —   | - UK: Prata               | Heathen Chemistry                  |
| 2002                                                 | "Little by Little / She Is Love" | 2   | 54 | 2  | —  | 9  | 5  | —  | —  | 46 | 35 | 41 | 83 | —   |                           | Heathen Chemistry                  |
| 2003                                                 | "Songbird"                       | 3   | —  | 2  | —  | 10 | 6  | —  | —  | —  | —  | 44 | 94 | —   |                           | Heathen Chemistry                  |
| 2005                                                 | "Lyla"                           | 1   | 23 | 4  | 81 | 5  | 2  | 52 | 10 | —  | 3  | 18 | 26 | 108 |                           | Don't Believe the Truth            |
| 2005                                                 | "The Importance of Being Idle"   | 1   | —  | —  | —  | 15 | 1  | 84 | —  | —  | 18 | 40 | 57 | —   |                           | Don't Believe the Truth            |
| 2005                                                 | "Let There Be Love"              | 2   | —  | —  | —  | 14 | 2  | 85 | —  | —  | —  | —  | —  | —   |                           | Don't Believe the Truth            |
| 2007                                                 | "Lord Don't Slow Me Down"        | 10  | —  | —  | —  | 37 | —  | —  | —  | —  | —  | —  | —  | —   |                           | Nenhum                             |
| 2008                                                 | "The Shock of the Lightning"     | 3   | —  | 51 | 38 | 12 | 8  | 47 | —  | —  | 22 | 5  | 42 | 93  |                           | Dig Out Your Soul                  |
| 2008                                                 | "I'm Outta Time"                 | 12  | —  | —  | 48 | —  | 53 | —  | —  | —  | —  | —  | —  | —   |                           | Dig Out Your Soul                  |
| 2009                                                 | "Falling Down"                   | 10  | —  | 45 | —  | 12 | 19 | 71 | —  | —  | 50 | 26 | —  | —   |                           | Dig Out Your Soul                  |
| "—" significa que o lançamento não chegou às tabelas |                                  |     |    |    |    |    |    |    |    |    |    |    |    |     |                           |                                    |

### Promos
| Ano  | Canção                                   | Álbum                              | Notas                                  |
| ---- | ---------------------------------------- | ---------------------------------- | -------------------------------------- |
| 1993 | "Columbia"                               | Definitely Maybe                   |                                        |
| 1994 | "Rock n' Roll Star"[A]                   | Definitely Maybe                   |                                        |
| 1994 | "Slide Away"                             | Definitely Maybe                   |                                        |
| 1994 | "Sad Song"                               | Definitely Maybe                   |                                        |
| 1994 | "I Am the Walrus" (ao vivo)              | Single sem álbum                   | Lado B de Cigarettes & Alcohol         |
| 1995 | "Round Are Way"                          | Single sem álbum                   | Lado B de Wonderwall                   |
| 1995 | "Cum on Feel the Noize" (cover de Slade) | Single sem álbum                   | Lado B de Don't Look Back in Anger     |
| 1996 | "Hello"                                  | (What's the Story) Morning Glory?  |                                        |
| 1997 | "I Hope, I Think, I Know"                | Be Here Now                        |                                        |
| 1997 | "Be Here Now (ao vivo)"                  | Single sem álbum                   |                                        |
| 1998 | "Don't Go Away"[A]                       | Be Here Now                        | Single lançado apenas no Japão         |
| 1998 | "Acquiesce"[A]                           | The Masterplan                     | Originalmente lado B de Some Might Say |
| 2000 | "Where Did It All Go Wrong?"[A]          | Standing on the Shoulder of Giants |                                        |
| 2000 | "Gas Panic" (ao vivo)                    | Familiar to Millions               |                                        |
| 2000 | "Hey Hey, My My" (ao vivo)               | Familiar to Millions               |                                        |
| 2005 | "The Meaning of Soul"                    | Don't Believe the Truth            |                                        |
| 2005 | "Turn Up the Sun"                        | Don't Believe the Truth            |                                        |
| 2005 | "Mucky Fingers"                          | Don't Believe the Truth            |                                        |
| 2009 | "Boy with the Blues"                     | Faixas bônus de Dig Out Your Soul  |                                        |
| 2009 | "I Believe in All"                       | Faixas bônus de Dig Out Your Soul  |                                        |
| 2020 | "Don't Stop..."                          | Single sem álbum                   |                                        |

Notas
- A ^  "Rock n' Roll Star", "Don't Go Away", "Acquiesce" e "Where Did It All Go Wrong?" foram lançadas como edições para rádio nos Estados Unidos.
- B ^  "Morning Glory" e "Champagne Supernova" foram lançadas como single apenas na Austrália e Nova Zeândia, e como edições para rádio nos Estados Unidos.

## Vídeos
| Ano  | Detalhes |
| ---- | --- |
| 1995 | Live by the Sea - Lançamento: 31 de agosto de 1995 - Gravadora: Epic - Formato: VHS/DVD                         |
| 1996 | ...There and Then - Lançamento: 14 de outubro de 1996 - Gravadora: Epic - Formato: VHS/DVD                      |
| 2000 | Familiar to Millions - Lançamento: 13 de novembro de 2000 - Gravadora: Big Brother (RKID #5) - Formato: VHS/DVD |
| 2004 | Definitely Maybe DVD - Lançamento: 6 de setembro de 2004 - Gravadora: Big Brother (RKID #6) - Formato: DVD      |
| 2007 | Lord Don't Slow Me Down - Lançamento: 29 de outubro de 2007 - Gravadora: Big Brother (RKID #38) - Formato: DVD  |

## Vídeos musicais
| Ano  | Título                         | Diretor(es)                   |
| ---- | ------------------------------ | ----------------------------- |
| 1994 | "Supersonic"                   | Mark Szaszy                   |
| 1994 | "Supersonic" (US Version)      | Nick Egan                     |
| 1994 | "Shakermaker"                  | Mark Szaszy                   |
| 1994 | "Live Forever"                 | Carlos Grasso                 |
| 1994 | "Live Forever" (US Version)    | Nick Egan                     |
| 1994 | "Cigarettes & Alcohol"         | Mark Szaszy                   |
| 1994 | "Rock n' Roll Star"            | Nigel Dick                    |
| 1994 | "Whatever"                     | Mark Szaszy                   |
| 1995 | "Some Might Say"               | Stuart Fryer                  |
| 1995 | "Roll with It"                 | Jon Klein                     |
| 1995 | "Morning Glory"                | Jake Scott                    |
| 1995 | "Wonderwall"                   | Nigel Dick                    |
| 1996 | "Don't Look Back In Anger"     | Nigel Dick                    |
| 1996 | "Champagne Supernova"          | Nigel Dick                    |
| 1997 | "D'You Know What I Mean?"      | Dom & Nick                    |
| 1997 | "Stand by Me"                  | David Mould                   |
| 1998 | "All Around the World"         | Jonathan Dayton Valerie Faris |
| 1998 | "Don't Go Away"                | Nigel Dick                    |
| 1998 | "Acquiesce" (live)             | Jill Furmanovsky              |
| 2000 | "Go Let It Out"                | Nick Egan                     |
| 2000 | "Who Feels Love?"              | Nick Egan                     |
| 2000 | "Sunday Morning Call"          | Nick Egan                     |
| 2000 | "Where Did It All Go Wrong?"   | Nick Egan                     |
| 2002 | "The Hindu Times"              | W.I.Z.                        |
| 2002 | "Stop Crying Your Heart Out"   | W.I.Z.                        |
| 2002 | "Little by Little"             | Max Bullet Dania Bullett      |
| 2003 | "Songbird"                     | Dick Carruthers               |
| 2005 | "Lyla"                         | Tim Qualtrough                |
| 2005 | "The Importance of Being Idle" | Dawn Shadforth                |
| 2005 | "Let There Be Love"            | Baillie Walsh                 |
| 2006 | "Acquiesce"                    | Robert Hales                  |
| 2006 | "The Masterplan"               | Ben & Greg                    |
| 2007 | "Lord Don't Slow Me Down"      | Baillie Walsh                 |
| 2008 | "The Shock of the Lightning"   | Julian House Julian Gibbs     |
| 2008 | "I'm Outta Time"               | W.I.Z.                        |
| 2009 | "Falling Down"                 | W.I.Z.                        |